# Reinhard Carl Friedrich von Dalwigk

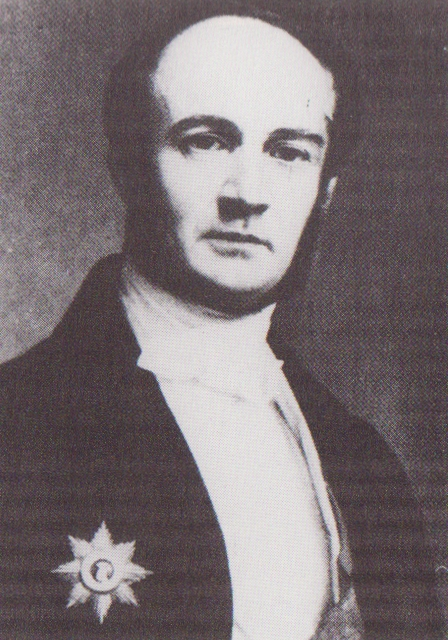
Reinhard von Dalwigk

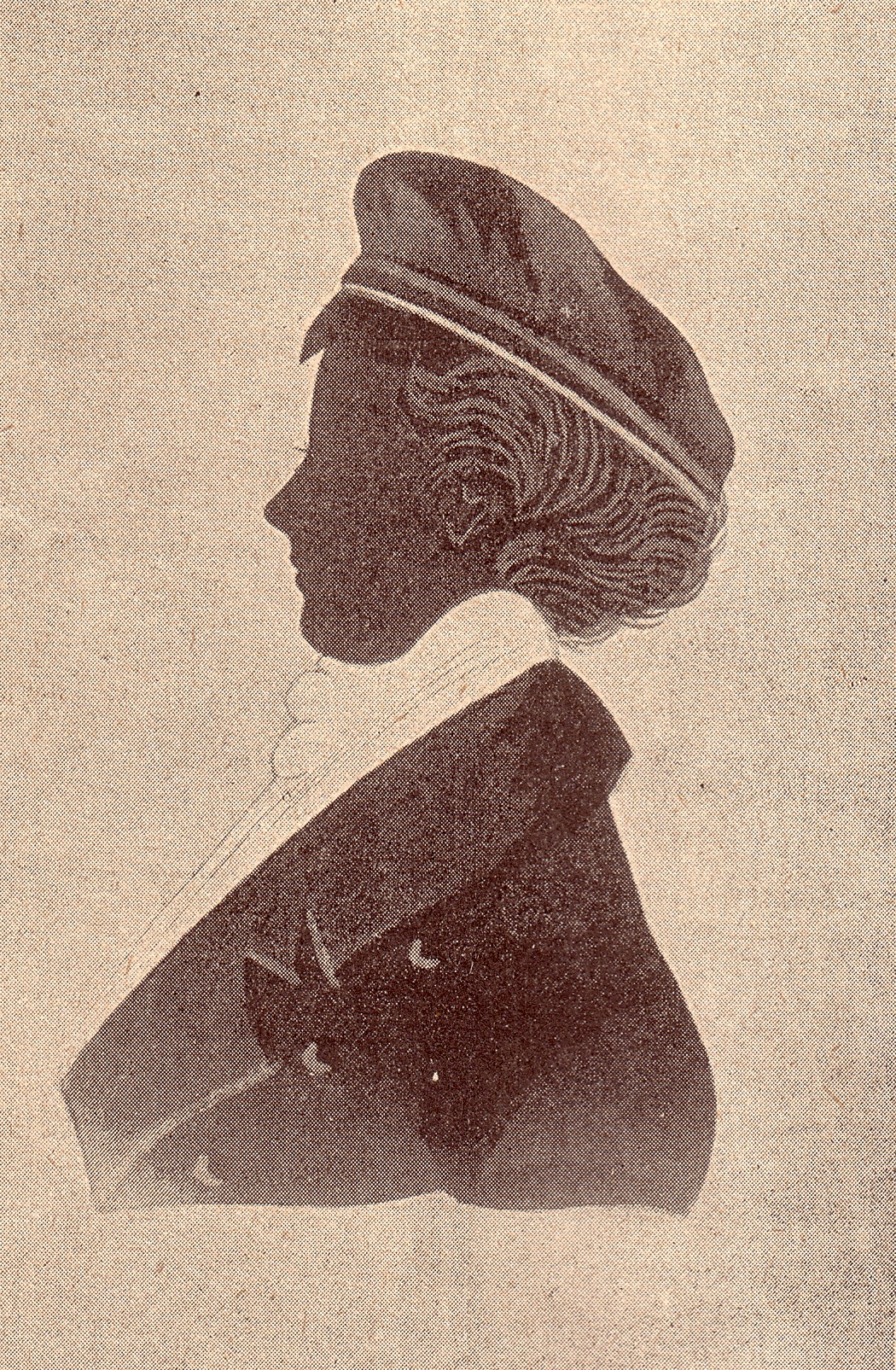
Reinhard von Dalwigk als Gießener Hesse, um 1824

Freiherr Reinhard Carl Friedrich von Dalwigk zu Lichtenfels (* 19. Dezember 1802 in Darmstadt; † 28. September 1880 ebenda) war ein Staatsmann, 1850 bis 1871 Ministerpräsident sowie Minister des Auswärtigen des Großherzogtums Hessen. Er war hoch konservativ, verkörperte die Reaktionsära im Großherzogtum nach der Revolution von 1848 und tendierte im Konflikt zwischen Preußen und Österreich zu letzterem.

## Familie
Seine Eltern waren der hessische Generalleutnant und Gouverneur von Darmstadt Reinhard von Dalwigk zu Lichtenfels (1770–1844) und dessen Ehefrau Luise, geborene Höpfner (1779–1855), eine Tochter des Geheimen Tribunalrates Ludwig Höpfner (1743–1797), Richter des Oberappellationsgericht Darmstadt. Der Vater gehörte zum engen Umfeld von Prinz Emil.
Sein Onkel Karl von Dalwigk (1761–1825) war Präsident des nassauischen Ober-Appelationsgerichts in Diez, sein angeheirateter Onkel, Wilhelm Hallwachs, sein Vorgänger im Außenministerium.
Reinhard von Dalwigk heiratete 1839 in Straßburg Mathilde von Coëhorn (1810–1860), Tochter des französischen Generalmajors Louis von Coëhorn (1771–1813) auf Ittenweiler und der Maria von Beyer. Die Ehe blieb kinderlos. Nach dem Tod seiner ersten Frau heiratete er 1862 in Baden-Baden deren Nichte, Adele von Dunten (1839–1911), Tochter des russischen Gardeleutnants Graf Wilhelm von Dunten (1800–1878) und der Adele von Coëhorn. Das Paar hatte zwei Töchter. Seine Witwe ließ sich 1899 im nordhessischen Dalwigksthal das Haus Hohencampf errichten.

## Ausbildung
Anfänglich durch Privatlehrer unterrichtet, besuchte Reinhard von Dalwigk von 1812 bis 1818 das Gymnasium in Darmstadt. 1819 bis 1825 studierte er Rechtswissenschaft in Göttingen, Berlin und Gießen. Während seines Studiums wurde er 1820 Mitglied der Alten Göttinger Burschenschaft und 1823 Mitglied der Alten Gießener Burschenschaft Germania, später wohl Mitglied des Corps Hassia Gießen.

## Laufbahn

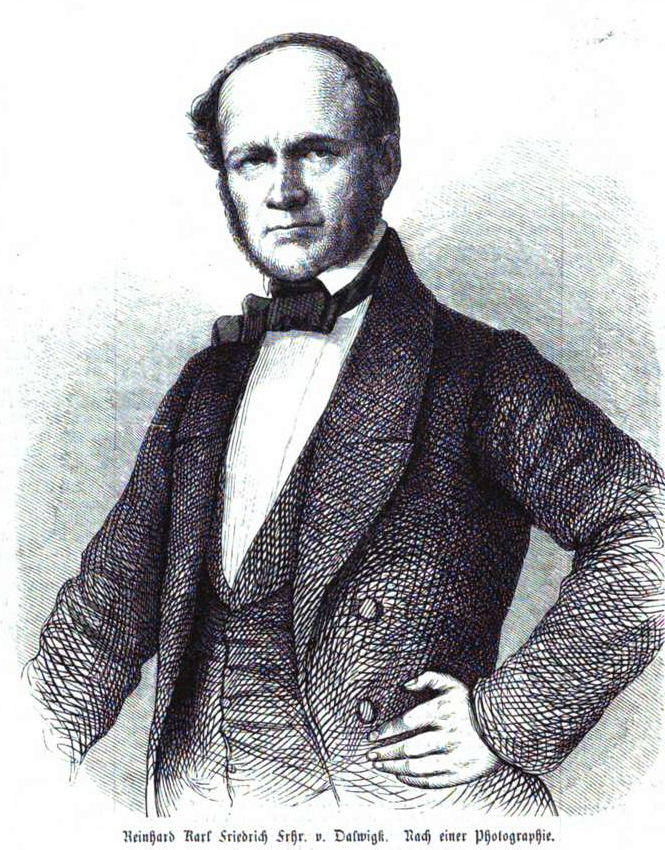
Reinhard von Dalwigk, 1861

Reinhard von Dalwigk begann 1826 eine juristische Laufbahn als Akzessist am Hofgericht Darmstadt. 1828 wurde er Assessor am Landgericht, 1832 wechselte er in den großherzoglich-hessischen Verwaltungsdienst. 1841 wurde er Kreisrat des Kreises Worms, 1845 in gleicher Funktion nach Mainz versetzt. Mit der Stelle des Kreisrates des Stadtkreises Mainz war zugleich auch die Funktion des Provinzialkommissars für die Provinz Rheinhessen verbunden. Außerdem war er Territorialkommissar des Großherzogtums Hessen in der Bundesfestung Mainz. Im Mai 1850 wurde er Gesandter des Großherzogtums beim Bundestag in Frankfurt am Main. Das Großherzogtum befand sich in einer turbulenten Phase am Ende der Revolution von 1848 und die Landstände des Großherzogtums Hessen blockierten den Staatshaushalt. Großherzog Ludwig III. berief Dalwigk am 30. Juni 1850 als Chef des Innenministeriums und bald darauf auch des Außenministeriums. Aus dieser Position organisierte er einen „Staatsstreich“ gegen die Landstände, setzte mit einer Verordnung das geltende Wahlrecht und die Zusammensetzung der Stände außer Kraft und verordnete eine an den vorrevolutionären Zuständen orientierte Wahlordnung für eine „außerordentliche“ Ständeversammlung. Damit kam die nächste, 14. (außerordentliche) Ständeversammlung mit einer regierungsnahen Mehrheit zustande. Die außerordentliche Ständeversammlung hob die Entscheidungen ihrer Vorgängerinnen zu einem großen Teil wieder auf und beschloss ein neues Wahlgesetz, das sich am preußischen Dreiklassenwahlrecht orientierte.
Konsequent ernannte Ludwig III. 1852 Dalwigk zum „Präsidenten des Gesamtministeriums“. In seiner über zwanzigjährigen Amtszeit profilierte sich Dalwigk als konservativer Hardliner und Gegner des Liberalismus, immer gedeckt durch den Großherzog, der diese Haltung teilte und „dem patriarchischen Herrscherbild seines Großvaters nacheiferte, ohne dessen Bedeutung zu erreichen“. Das „demokratische Prinzip“ war für Dalwigk „staatsgefährlich, da es notwendig zum Sozialismus und Kommunismus führe“.
Außenpolitisch stemmte Dalwigk sich ebenso entschlossen wie erfolglos gegen die kleindeutsche Einheit unter Preußens Führung. Dies führte unter anderem zur Teilnahme Hessens am Deutschen Krieg von 1866 auf der Seite der Verlierer. Mit dem Friedensvertrag vom 3. September 1866 musste das Großherzogtum herbe Verluste hinnehmen. Seitdem galt Dalwigk als politisch erledigt. In der Öffentlichkeit als unpatriotischer „Partikularist“ verschrien und von der neuen Reichsleitung in Berlin zur persona ingrata erklärt, musste er schließlich im April 1871 zurücktreten, nachdem er am 15. November 1870 in Versailles noch den Vertrag mit dem Norddeutschen Bund über die Gründung des Deutschen Reiches für Hessen unterzeichnet hatte.
Mit der Ernennung des 76-jährigen Justizministers Friedrich von Lindelof zum Ministerpräsidenten entschied sich der Großherzog zunächst nur für einen Übergangskandidaten. Erst im folgenden Jahr (1872) konnte Lindelofs Nachfolger Karl Hofmann einen vollständigen politischen Kurswechsel im Sinne Bismarcks einleiten.

## Ehrungen
Dalwigk wurde 1853 der Titel „Wirklicher Geheimrat“ und das Prädikat „Exzellenz“ verliehen. 1856 erhielt er den juristischen Ehrendoktor der Universität Gießen. Anlässlich seiner Entlassung als Regierungschef 1871 wurde er zum lebenslangen Mitglied der ersten Kammer der Landstände ernannt. Die Stadt Mainz ernannte ihn zum Ehrenbürger.
Seine Ehrungen waren
- Großkreuz
  - des Verdienstordens Philipps des Großmütigen
  - des Großherzoglich Hessischen Ludwigsordens
  - des Wilhelmsordens
  - des Verdienstordens der Bayerischen Krone
  - des Verdienstordens vom Heiligen Michael
  - des Friedrichs-Orden
  - des Hausordens der Wendischen Krone
  - des Ordens Karls III.
  - des Ordens vom Niederländischen Löwen
- Ritter I. Klasse
  - des Ordens der Eisernen Krone
  - des Roten Adlerordens
- Ritter des
  - Johanniterordens
  - Ordens des Weißen Adlers
  - Alexander-Newski-Ordens
- Großoffizier
  - der Ehrenlegion
- Kommandeur II. Klasse
  - des Ordens vom Zähringer Löwen
- Kammerherr.[10]